# La California
La California è una frazione del comune italiano di Bibbona, nella provincia di Livorno, in Toscana.

## Geografia fisica
La California è situata sulla strada statale Aurelia, a circa 4 chilometri a sud di Cecina, all'incrocio con la strada che va a Bibbona (da cui dista 4 chilometri), a circa 4 chilometri da Marina di Bibbona, 10 da Casale Marittimo e 10 da Bolgheri. Dista circa 40 chilometri da Livorno e 45 da Piombino. L'abitato urbano principale si sviluppa lungo via della Camminata (la strada provinciale per Bibbona), che s'incrocia con la SP 39 (via Aurelia storica) e la SS1. Altri gruppi di abitazioni si trovano, più a nord, sulla SP 39 e su strade vicinali che portano alla costa.
Non distante dalla frazione, nel comune di Cecina, si estende il parco faunistico Gallorose, noto a livello regionale.

## Storia
Località sviluppatasi a partire dall'Ottocento, conserva comunque testimonianze di una frequentazione assai più antica: in località Crocino è stata scoperta una tomba etrusca risalente probabilmente al VI secolo avanti Cristo.
Il paese si è espanso fortemente a partire dagli anni sessanta del Novecento, periodo nel quale fu costruita anche una nuova chiesa, in sostituzione di un più piccolo luogo di culto (oggi utilizzato come sala parrocchiale).
Il nome del paese prende vita dalla storia di Leonetto Cipriani, che nella prima metà dell'Ottocento, in piena corsa all'oro californiana, fece la spola tra il Mediterraneo e la California e fu nominato da Cavour console onorario a San Francisco: fu Cipriani che, tornato in Italia, dette il nome California a quello che era allora un borgo di contadini e pescatori.
Dal 2004 gli abitanti della località tengono elezioni-gioco ogni quattro anni in contemporanea con le elezioni presidenziali americane. Il voto, non tenuto in alcuna considerazione per i risultati dell'elezione, viene inviato al consolato americano più vicino (quello di Firenze). Nel 2008 una troupe di una rete televisiva americana si è recata alla California per riprendere le "operazioni di voto".

## Monumenti e luoghi d'interesse
- Chiesa della Nostra Signora di Fatima, chiesa parrocchiale della frazione, è stata costruita dalla tenacia del parroco don Gino Costantini e consacrata nell'ottobre 1968. Negli anni cinquanta del XX secolo era stata edificata una cappella per le funzioni religiose, successivamente ampliata e oggi trasformata in centro parrocchiale.[6]

## Cultura

### Cinema
La località è citata e mostrata nel film comico italiano del 1999, per regia di Paolo Costella, Tutti gli uomini del deficiente (film d'esordio della Gialappa's Band). Il motivo di questa "citazione" fu dovuto all'omonimia della località con lo stato federale statunitense della California.
Inoltre, il nome della frazione compare anche nel film 13dici a tavola di Enrico Oldoini (2004), dove però l'abitato viene erroneamente indicato come una località della provincia di Grosseto.

### Eventi
- Fiera della Zootecnia: si svolge in paese e sono protagoniste le mucche di razza chianina.

## Infrastrutture e trasporti
L'arteria stradale principale che serve la California è la Strada statale 1 Via Aurelia (con caratteristiche di superstrada) che conta uno svincolo, chiamato "La California", situato a nord del paese ed a meno di 10 km dall'imbocco (fra Cecina e Rosignano Marittimo) dell'Aurelia verso l'autostrada A12 Genova-Rosignano. Altra arteria stradale importante è la strada provinciale 39 Livorno-Follonica, parte del tracciato della via Aurelia storica che corre da Roma a Pisa.
Non lontano dal centro della California si trova la stazione ferroviaria di Bibbona-Casale, sulla linea Tirrenica, ormai chiusa.

## Sport
È il paese natale del ciclista Paolo Bettini, vincitore di due mondiali in linea su strada e un oro olimpico in linea su strada.